# Андийи (Лотарингия)
Андийи́ (фр. Andilly) — коммуна во французском департаменте Мёрт и Мозель региона Лотарингия. Относится к  кантону Домевр-ан-Э.	

## География
Андийи	расположен в 24 км к северо-западу от Нанси. Соседние коммуны: Руайоме на севере, Манонкур-ан-Вуавр на северо-востоке, Авренвиль на востоке, Франшвиль на юго-востоке, Буврон на юге, Мениль-ла-Тур и Санзе на западе.

## История
- На территории коммуны находятся следы галло-романской и франкской культур.
- В окрестностях Андийи во время Первой мировой войны в 1914-1918 годах проходили тяжёлые бои.

## Демография
Население коммуны на 2010 год составляло 289 человек.
| 1962 | 1968 | 1975 | 1982 | 1990 | 1999 | 2010 |
| ---- | ---- | ---- | ---- | ---- | ---- | ---- |
| 205  | 202  | 155  | 190  | 205  | 215  | 289  |

## Достопримечательности

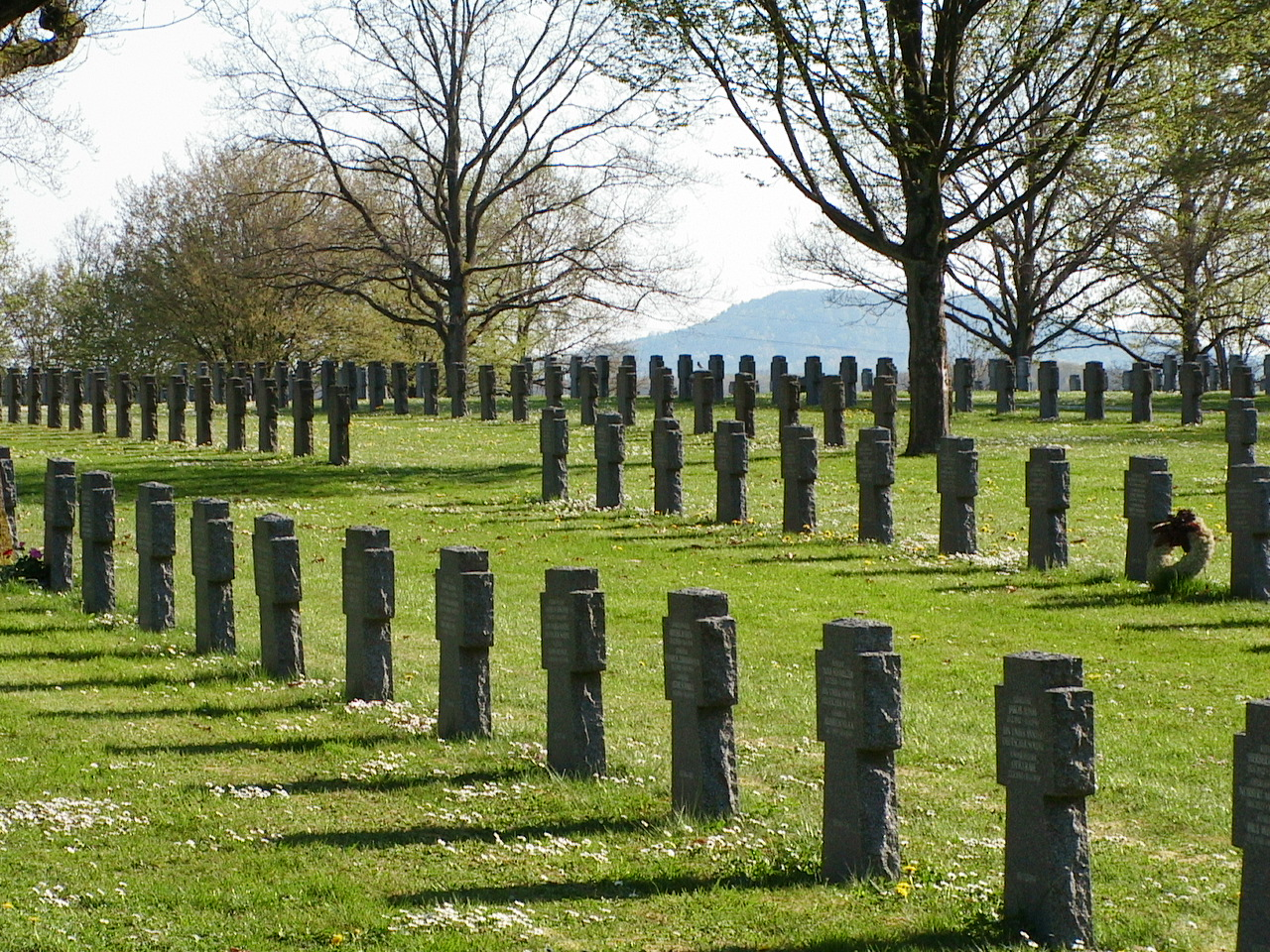
Немецкое военное кладбище времён Второй мировой войны.

- Церковь Андийи, хоры и придел XIII века, неф XIX века.
- Часовня и германское военное кладбище времён Второй мировой войны (1939—1945), здесь расположены 33110 могил.